# Augusto de Conrado
Augusto de Conrado, né le 6 juin 1904, probablement dans la province d'Inhambane au sud du pays, est un écrivain mozambicain, poète et de texte en prose, collaborateur du journal O Brado Africano pendant les années 1930 et 1940. Il disparaît de la scène publique en 1941, mais la date de sa mort n'est pas connue. Longtemps ignoré, il fut tiré de l'oubli par une série d'articles parus dans les années 1980. Même modeste, son œuvre marque un tournant avec l'apparition d'une littérature consciemment africaine, revendiquant une négritude déjà en train d'émerger à Paris et outre-Atlantique, mais inhabituelle dans les colonies portugaises d'Afrique.

## Biographie
À la différence d'autres pionniers qui étaient Portugais ou métis, Augusto de Conrado est en effet d'ascendance africaine, longtemps analphabète et principalement autodidacte.
En 1929 il s'installe à Nampula où il travaille comme employé dans une entreprise agricole. En 1931 il publie au Mozambique un premier recueil, Fibras d'um Coraçao, sous-titré Prosas Simples com Pretensäo a Versos, ainsi qu'une nouvelle de moins de 50 pages, A Perjura, ou, A Mulher de Duplo Amor.
Selon l'un de ses petits-fils, il aurait été emprisonné en 1933 pour avoir écrit Africa! Minha Mãe Querida!, mais ce témoignage demande à être corroboré. On note cependant un changement de ton à ce moment-là. Il rencontre António Rui de Noronha qui l'invite à écrire pour O Brado Africano, ce qu'il fait effectivement entre 1936 et 1941. On sait également que son second recueil de poésies, Divagações, est publié à Lisbonne en 1938. On perd sa trace après 1941.